# Болгарский союз туристов

Эмблема союза

Болгарский союз туристов (болг. Български туристически съюз) — добровольное, независимое, непартийное и неправительственное объединение, занимающееся организацией общественного отдыха, спортивно-туристической, культурной, краеведческой, природоохранной и экологической деятельностью. Основная цель Болгарского союза туристов — помогать в развитии гражданского общества и демократии в Республике Болгарии в области общественного туризма.
Болгарский союз туристов способствует созданию условий для:
- осуществления туризма и связанного с ним активного отдыха;
- развития разнообразных видов и форм туризма;
- стимулирования спортивного ориентирования, альпинизма, спелеологии, внедрения современных достижений в спортивно-туристической области;

Болгарский союз туристов трудится для сохранении окружающей среды Болгарии и её культурно-исторического наследия, популяризирует их во всех стран мира.
Болгарскому союзу туристов принадлежит 410 объектов, из которых:
- 219 дач на более чем 13 тыс. человек;
- 26 заслонов на 283 человека (Заслон — маленькая хижина, где может на время непогоды приютится 4—5 человек на несколько часов и до пары дней. Персонала в их нет, но они всегда открыты. Работники БТС следят, чтобы в домиках всегда были немного дров, спички, минимальная еда, пара одеял и питьевая вода. Канализации и электричества в таких хижинах нет.);
- 33 турбазы на 2394 мест;
- 33 туристические спальни на 1296 мест;
- 13 кемпингов на 383 мест.

## История Болгарского союза туристов
Предыстория организованного туризма в Болгарии начинается с паломничества к Гробу Господню в Иерусалим и Рильского монастыря, торговым поездкам в Дубровник, Вену и Будапешт.

### Первый этап (1895—1944)

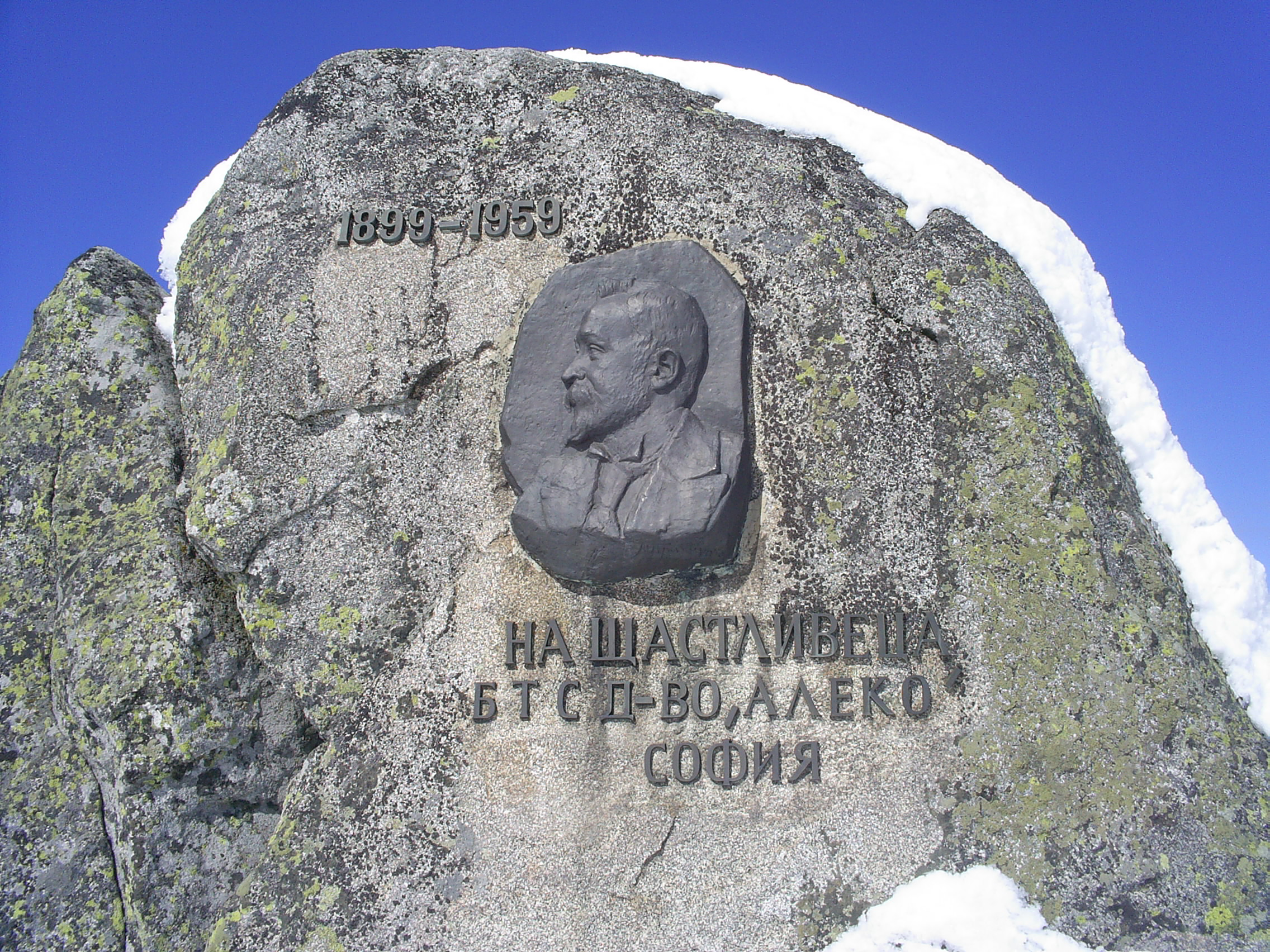
Памятник Алеко Константинову на горе Черни-Врых

27 августа 1895 года, после восхождения на пик Черни-Врых горного массива Витоша, учреждается Клуб болгарских туристов. Это произошло по инициативе Алеко Константинова. Объявление об учреждении клуба было напечатано в газете «Знаме» (№ 99 от 23 августа 1895 года) и адресовалось всем любителям болгарской природы. На него отзываются свыше 300 человек всех слоёв и возрастов болгарского населения.
После убийства Константинова деятельность клуба затихает. Он возрождается 23 августа 1899 года как Первое болгарское содружество туристов. Создан устав, установлены цели, задачи и программа общества. Начинается активная организаторская и культурная деятельность. В начале XX века по всей Болгарии быстро возникают отделения общества. Учреждается Союз юных туристов.
Этот этап характеризуется учреждением новых отделений союза, утверждением основных типов туристической деятельности: озеленение и сохранение окружающей среды, маркировка троп для туризма, постройка дач для отдыха. Разрабатываются основы альпинизма и спелеологии. Создаются первые горно-спасательные отряды. Организуются хоры туристов.

### Второй этап (1944—1956)
В начале 1945 года Болгарский союз туристов и Союз юных туристов объединяются в Народный союз туристов. В этот период организуются первые «екскурзионные летования», появляется Центральная альпинистская школа «Малевица». В первый раз проходит национальный туристический поход «Ком-Емине» (1953), который сегодня является частью туристического маршрута Е-8. Организуются первые состязания по спортивному ориентированию (1954) и первый гребной поход по реке Дунай.

### Третий этап (1956—1989)
Республиканские секции туризма и альпинизма отделяются от Высшего комитета Физкультуры и спорта и снова объединяются в Болгарский союз туристов как продолжатели дела первооснователей, с туристическими союзами — наследниками ветвей Болгарского союза туристов среди объединений. Исследуются многие пещеры, ущелья и горы в Болгарии и в других странах. Создаются федерации туризма, альпинизма, спелеологии, защиты природы и ориентирования. Строится множество дач. Государственные структуры активно поддерживают движение туристов.
В 1984 году болгарская альпинистская экспедиция покоряет Эверест. Христо Проданов ставит мировой рекорд по подъёму на его юго-западный хребет, без кислородной маски.

### Четвертый этап (с 10 ноября 1989)
Резко снижается и полностью прекращается государственное финансирование. Снижается количество членов организации, кадры стареют, дачи разрушаются и разграбляются. Молодые люди предпочитают городскую среду. В начале XXI века начинается новый подъём туристического движения. Поддерживаются 2 150 км маркированных туристических троп в болгарской части Европейских пешеходных маршрутов Е-3, Е-4 и Е-8. Создаются эко-тропы и информационные центры на подступах к горам и в больших городах. Возобновляется движение «100 национальных туристических объектов» и туристические взаимоотношения с соседними странами.